# Дамбаєв Юндун Дашинимаєвич
Юнду́н Дашинима́євич Дамба́єв (рос. Юндун Дашинимаевич Дамбаев; 6 січня 1992, Агінське, Росія — 31 березня 2022, Україна) — російський офіцер, капітан Збройних сил РФ. Кавалер ордена Мужності.

## Життєпис
В 1998/2002 роках навчався у Агінській середній школі № 1, в 2002/09 роках — в Агінській окружній гімназії-інтернаті. Кандидат у майстри спорту зі спортивного чотириборства. В 2009 році вступив в Новосибірське вище військове училище. В 2012 році перевівся в Московську вищу військову академію Міністерства оборони РФ. В 2013 році брав участь у Параді Перемоги в Москві.
Після закінчення академії в 2014 році був направлений у військову частину №21 634 в селі Сергєєвка Приморського краю. Брав участь у спільних російсько-індійських військових навчання «Індра-2021». З грудня 2021 року — начальника групи психологічної роботи полку, служив в контингенті російських військ у Вірменії. Учасник вторгнення в Україну. Загинув у бою.

## Відзнаки та нагороди
- Орден Мужності (2022, посмертно)
- Медаль «За участь у військовому параді в День Перемоги» (2013)
- Медаль «За відзнаку в навчаннях» (2021)